# Villa Manquiri
Villa Manquiri ist eine Ortschaft im Departamento La Paz im südamerikanischen Andenstaat Bolivien.

## Lage im Nahraum
Villa Manquiri liegt in der Provinz Gualberto Villarroel und ist zentraler Ort im Cantón Villa Manquiri im Municipio San Pedro de Curahuara. Die Ortschaft liegt auf einer Höhe von 3773 m am nordöstlichen Ende der Serranía de Huayllamarca, einem etwa 100 Kilometer langen Höhenrücken, der sich auf dem Altiplano westlich der Stadt Oruro in nordwestlich-südöstlicher Richtung erstreckt. Vier Kilometer nördlich der Ortschaft fließt in östlicher Richtung der Río Desaguadero, der den Titicacasee mit dem Poopó-See verbindet. In Villa Manquiri liegen die Bildungseinrichtungen „Unidad Educativa Gualberto Villarroel“ und „Unidad Educativa Hernando Siles“.

## Geographie
Villa Manquiri liegt auf der bolivianischen Hochebene zwischen den Anden-Gebirgsketten der Cordillera Occidental im Westen und der Cordillera Central im Osten. Das Klima ist das typische Tageszeitenklima der äquatornahen Hochgebirge, bei dem die mittleren Temperaturschwankungen im Tagesverlauf stärker ausfallen als im Jahresverlauf.
Die mittlere Durchschnittstemperatur der Region liegt bei etwa 7 °C (siehe Klimadiagramm Patacamaya), die Monatsdurchschnittstemperaturen schwanken nur unwesentlich zwischen 4 °C im Juni/Juli und 9 °C im November/Dezember. Der Jahresniederschlag beträgt 460 mm, die Monatsniederschläge liegen zwischen unter 10 mm von Mai bis August und bei 110 mm im Januar.

## Verkehrsnetz
Villa Manquiri liegt in einer Entfernung von 159 Straßenkilometern südlich von La Paz, der Hauptstadt des gleichnamigen Departamentos.
Von La Paz aus führt die asphaltierte Nationalstraße Ruta 2 über dreizehn Kilometer bis El Alto, von dort die Ruta 1 in südlicher Richtung als Asphaltstraße 91 Kilometer bis Patacamaya, anschließend die Ruta 4 in südwestlicher Richtung sechzehn Kilometer bis Cañaviri. Von dort aus führt eine Asphaltstraße zwölf Kilometer nach Süden über Umala nach Toloma, verläuft dann weiter als Piste bis Huari Belén und überquert kurz darauf den Río Desaguadero bei Chilahuala. Die Piste führt dann acht Kilometer weiter zur Ortschaft Waldo Ballivián und von dort in südöstlicher Richtung nach Villa Manquiri.

## Bevölkerung
Die Einwohnerzahl der Ortschaft ist in dem Jahrzehnt zwischen den beiden letzten Volkszählungen leicht angestiegen:
| Jahr | Einwohner         | Quelle       |
| ---- | ----------------- | ------------ |
| 1992 | keine Detaildaten | Volkszählung |
| 2001 | 454               | Volkszählung |
| 2012 | 477               | Volkszählung |
| 2024 |                   | Volkszählung |

Die Region weist einen hohen Anteil an Aymara-Bevölkerung auf, im Municipio San Pedro de Curahuara sprechen 96,8 Prozent der Bevölkerung Aymara.